# Антонін Браун
Антонін Браун (чеськ. Antonín Braun; 5 серпня 1709, Ец — 11 лютого 1742, Прага) — чеський скульптор австрійського походження. Племінник і учень відомого скульптора Матьяша Бернарда Брауна, з 1729 року працював у його майстерні й успадкував її після смерті дядька.

## Твори
- Статуї біля головного порталу римсько-католицького храму святого Миколая на Староміській площі в Празі.
- Ліпні прикраси, скульптури і кам'яні вази в саду літнього палацу Міхни з Вацинова (близько 1730).
- Статуя святого Яна Непомуцького у Пржештицях на мосту через річку Углаву.
- Скульптури з піщаника в саду Валецького палацу (копії статуй прикрашають Малостранську станцію метро в Празі).